# 375
| [ Edytuj tabelę ] |                                                                                     |
| Władca Guptów     | - 330 Samudragupta 375 - 375 Ćandragupta II 414                                     |
| Władca Korei      | - 371 Sosurim 384                                                                   |
| Papież            | - 366 Damazy I 384                                                                  |
| Król Persji       | - 309 Szapur II 379                                                                 |
| Cesarz Rzymu      | - 364 Walentynian I 375 - 364 Walens 378 - 375 Walentynian II 392 - 375 Gracjan 383 |
| Król Wandalów     | - 359 Godigisel 406                                                                 |

Rok 375 / CCCLXXV
stulecia: III wiek ~
IV wiek ~
V wiek

lata: 365 «
370 «
371 «
372 «
373 «
374 «
375
» 376
» 377
» 378
» 379
» 380
» 385

## Wydarzenia
Europa
- Pojawienie się Hunów w Europie zapoczątkowało okres wielkiej wędrówki ludów.
- Hunowie rozbili Ostrogotów nad Morzem Czarnem, król ostrogocki Hermanaryk popełnił samobójstwo.
- Ostrogoci przeszli pod władzę Hunów.
- Ostrogoci pod wodzą Winitara zaatakowali prasłowiańskich Antów, zabijając ich wodza Boza.
- 17 listopada – Walentynian I, cesarz rzymski, zmarł w trakcie rokowań z Kwadami w Panonii.
- Gracjan został cesarzem rzymskim i mianował współrządcą swojego młodszego brata Walentyniana II.

## Zmarli
- 30 maja – Emilia z Cezarei, święta.
- 17 listopada – Walentynian I, cesarz rzymski (ur. 321).
- Boz, książę Antów.
- Hermanaryk, król Ostrogotów.
- Symplicjusz z Autun, biskup.